# Ćafa (gmina Osłomej)
Ćafa (maced. Ќафа, bułg. Кяфа, Kjafa, alb. Kafa) – wieś w Macedonii Północnej, administracyjnie należy do gminy Osłomej. Według danych z 2002 wieś zamieszkują wyłącznie Albańczycy.